# 伯爾奧克 (印地安納州諾布爾縣)
伯爾奧克（英語：Burr Oak）是位於美國印地安納州諾布爾縣的一個非建制地區。該地的面積和人口皆未知。

## 地理
伯爾奧克所處的海拔為高於海平面279米（即915英呎），而該地所採用的時區為UTC-5，即北美東部時區（EST）。同時該地設有夏令時間，為UTC-5調快一小時，即UTC-4（EDT）。

## 歷史
伯爾奧克得名自建於1840年且鄰近該地的伯爾奧克校屋。位於伯爾奧克的郵政局於1848年開始啟用，但於1950年停止運作。